# Eleccions al Parlament del Regne Unit de 1987
Les eleccions al Parlament del Regne Unit de 1987 es van celebrar l'11 de juny de 1987.
Va guanyar novament el Partit Conservador, que mantenia el poder des de 1979. La candidata conservadora Margaret Thatcher va assolir una fita històrica que cap altre primer ministre ha aconseguit en el segle xx, guanyant per segona vegada i mantenint-se al poder durant tres mandants consecutius.
El Partit Laborista va guanyar algunes posicions, amb una vintena d'escons més, però van ser insuficients per derrotar la "dama de ferro".
Els resultats foren una gerra d'aigua freda per l'Aliança SD-Liberals (que després s'unificaria en el partit Liberal Demòcrata) que esperava formar govern amb els laboristes, molts més diputats i per contra en va perdre un.

## Resultats
| Partit                               | Líder              | Vot popular | %     | Escons | Canvi (de 1987) |
| Partit Conservador                   | Margaret Thatcher  | 13.760.935  | 42,2% | 376    | -21             |
| Partit Laborista                     | Neil Kinnock       | 10.029.270  | 30,8% | 229    | +20             |
| Aliança SD-Liberals                  | David Steel        | 7.341.651   | 22,6% | 22     | -1              |
| Partit Nacional Escocès              | Alex Salmond       | 416.473     | 1,3%  | 3      | +1              |
| Partit Unionista de l'Ulster         | James Molyneaux    | 278.230     | 0,8%  | 9      | -2              |
| Social Democratic and Labour Party   | John Hume          | 154.067     | 0,5%  | 3      | +2              |
| Plaid Cymru                          | Dafydd Elis Thomas | 123.599     | 0,4%  | 3      | +1              |
| Partit Unionista Democràtic          | Ian Paisley        | 85.642      | 0,3%  | 3      |                 |
| Sinn Féin                            | Gerry Adams        | 83.389      | 0,3%  | 1      |                 |
| Partit Unionista Popular de l'Ulster | James Kildefer     | 18.420      | 0,1%  | 1      |                 |
| Verds                                |                    | 89.753      | 0,3%  | -      | 0               |
| Partit Nacional Britànic             | John Tyndall       | 553         | 0,1%  | -      | 0               |